# 嘉諾撒仁愛女修會教堂

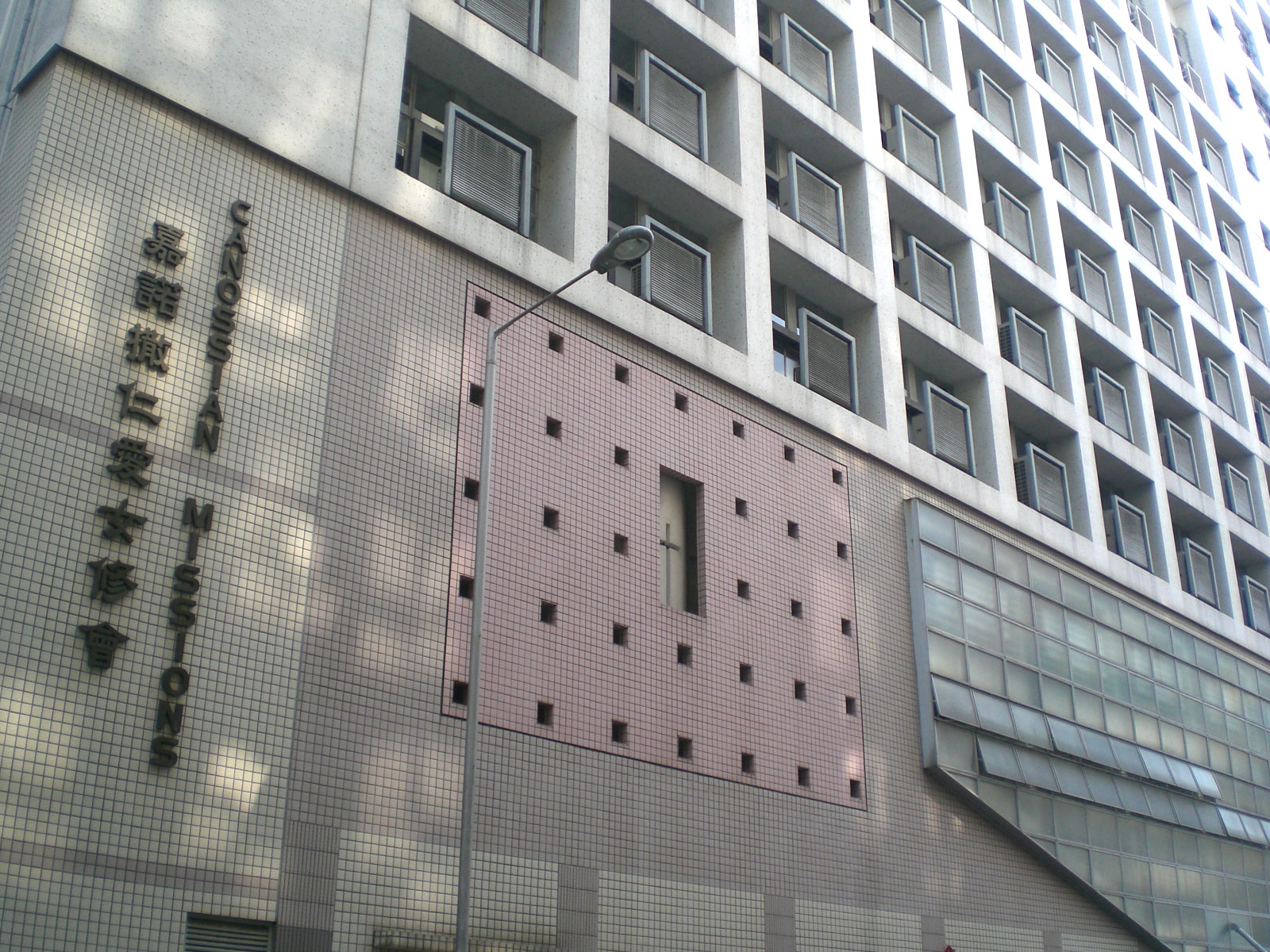
嘉諾撒仁愛女修會，中環半山區堅道

嘉諾撒仁愛女修會教堂，又名聖心教堂（英文：Sacred Heart Chapel, Hong Kong），是香港一所歷史悠久的教堂，由嘉諾撒仁愛女修會管理，位於香港島半山区堅道36號，被列為香港一級歷史建築。

## 歷史
嘉諾撒仁愛女修會教堂於1907年由嘉諾撒仁愛女修會興建，並且於1937年及1980年擴建。現時在該教堂旁邊，設有嘉諾撒聖心學校（私立部）。

## 鄰近
- 香港聖母無原罪主教座堂
- 奧卑利街
- 羅便臣道

## 外部参考
- 嘉諾撒仁愛女修會（页面存档备份，存于）（港澳區）
- 嘉諾撒仁愛女修會教堂地圖（页面存档备份，存于）